# 中央町 (尾鷲市)
中央町（ちゅうおうちょう）は、三重県尾鷲市にある地名。

## 地理
尾鷲市の北部に位置し、東に林町、西に上野町、南に南陽町、北に中村町、北東に朝日町と接している。

## 世帯数と人口
2019年（令和元年）7月31日現在の世帯数と人口は以下の通りである。
| 町丁   | 世帯数  | 人口  |
| ------ | ------- | ----- |
| 中央町 | 241世帯 | 495人 |

### 人口の変遷
国勢調査による人口の推移。
| 1995年（平成7年）  | 542人 | [ 5 ] |  |
| 2000年（平成12年） | 553人 | [ 6 ] |  |
| 2005年（平成17年） | 506人 | [ 7 ] |  |
| 2010年（平成22年） | 538人 | [ 8 ] |  |
| 2015年（平成27年） | 506人 | [ 9 ] |  |

### 世帯数の変遷
国勢調査による世帯数の推移。
| 1995年（平成7年）  | 214世帯 | [ 5 ] |  |
| 2000年（平成12年） | 241世帯 | [ 6 ] |  |
| 2005年（平成17年） | 227世帯 | [ 7 ] |  |
| 2010年（平成22年） | 243世帯 | [ 8 ] |  |
| 2015年（平成27年） | 246世帯 | [ 9 ] |  |

## 学区
市立小・中学校に通う場合、学区は以下の通りとなる。
| 番・番地等 | 小学校             | 中学校             |
| ---------- | ------------------ | ------------------ |
| 全域       | 尾鷲市立尾鷲小学校 | 尾鷲市立尾鷲中学校 |

## 施設
- 尾鷲市役所
- 尾鷲郵便局
- 尾鷲簡易裁判所

## その他

### 日本郵便
- 郵便番号 : 519-3615[3]（集配局：尾鷲郵便局[11]）。